# Alfred Steen
Alfred Richard Steen (ur. 10 czerwca 1896 na Brooklynie, zm. 4 marca 1949 w Tampie) – norweski pływak, uczestnik letnich igrzysk olimpijskich 1920.
Podczas igrzysk wystartował na 100 metrów stylem dowolnym, lecz odpadł w eliminacjach. Brał również udział w wyścigu na 400 metrów st. dowolnym.